# Trygve Slagsvold Vedum
Trygve Magnus Slagsvold Vedum (Hamar, 1º dicembre 1978) è un politico norvegese, Ministro delle finanze dal 2021 al 2025.
Vedum è un contadino di Stange nell'Innlandet, è leader nel Partito di Centro dal 2014 ed è eletto allo Storting nel distretto elettorale di Hedmark dal 2005. Vedum è stato Ministro dell'agricoltura e dell'alimentazione dal 2012 al 2013.

## Biografia

### Background e istruzione
È il figlio del docente e autore di libri per bambini Trond Vidar Vedum (1946–) e dell'insegnante Karen Sigrid Slagsvold (1949–).
Vedum si è laureato come agronomo presso la Scuola Superiore Agraria di Jønsberg nel 1997, ha studiato scienze alla Scuola Superiore dell'Hedmark  tra il 1997 e il 1998 e ha seguito un corso di studi base in sociologia e un corso di studi intermedio in scienze politiche presso l'Università di Oslo nel periodo 1999–2002. Nell'autunno 2005 ha rilevato l'azienda agricola di famiglia Bjørby a Ilseng nel comune di Stange . Vedum ha prestato servizio nella polizia militare durante periodo di servizio militare previsto in Norvegia. Tra il 2004 e il 2005 ha lavorato come consulente organizzativo nel Partito di Centro.
Vedum è anche conosciuto per essere un abile ballerino. È sposato con Cathrine Wergeland (1975–), dalla quale ha due figli.

### Carriera politica
Ha ricoperto vari incarichi nella Gioventù di Centro dal 1993, e dal 2002 al 2004 ne è stato leader a livello nazionale. È stato anche membro del consiglio del fylke di Hedmark dal 1999 al 2005. È altresì stato membro dei direttivi di No alle armi nucleari e No all'UE dal 2005 al 2007.
Vedum è rappresentante allo Storting per il distretto di Hedmark dal 2005, periodo durante il quale ha ricoperto vari incarichi. È stato membro della Commissione parlamentare per i Comuni e le amministrazioni dal 2005 al 2008, primo vicepresidente della Commissione parlamentare per la salute e l'assistenza e secondo vicepresidente dell'Odelstinget dal 2008 al 2009 nonché membro della Commissione parlamentare per gli affari esteri e la difesa (2009-2012). Vedum è stato Ministro dell'agricoltura nel governo Stoltenberg II dal giugno 2012 fino al cambio di governo dopo le elezioni parlamentari del 2013. Dall'autunno del 2013 è stato membro della Commissione parlamentare per le finanze.
È stato il vice-leader del Partito di Centro dal 2009 al 2014. Nel 2014 è stato eletto leader all'età di 35 anni, diventando così il più giovane di sempre nel Partito di Centro.
Vedum è stato nominato Ministro delle finanze nel governo Støre il 14 ottobre 2021.

### Incarichi di governo
- 2012-2013: Ministro dell'agricoltura e dell'alimentazione
- 2021–: Ministro delle finanze

## Presenza nei media

### Televisione
Vedum è stato un concorrente nella prima stagione della serie Maskorama, reality show norvegese in cui delle celebrità si travestono completamente, celando la propria identità e cantano canzoni. È uscito nell'episodio 2 il 14 novembre 2020, in cui suo travestimento era il ruolo dello "Spaventapasseri" e in cui ha eseguito la canzone "Langt å gå" del duo Klovner i Kamp.

### Twitter
Trygve Slagsvold Vedum è stato più volte esposto al furto di identità sulla rete sociale Twitter. Il 22 novembre 2021 alle ore 12, il Dipartimento delle finanze norvegese ha inviato una e-mail all'agenzia di stampa norvegese NTB riguardante un account falso che si spacciava per Vedum erroneamente verificato da Twitter. Il caso è stato segnalato poco dopo da diversi organi di stampa, tra cui il primo quotidiano norvegese VG e la radiotelevisione norvegese NRK. L'account è stato poi cancellato alle ore 13:00 dello stesso giorno. Il motivo dell'approvazione dell'account falso è stato un errore di segnalazione da parte dell'ufficio del Ministro di Stato, che si occupa di verificare i profili twitter dei ministri che lo utilizzano.

## Pubblicazioni
- Nær folk (2021) con Jan Bøhler